# Gánya
Gánya (ukránul: Ганичі) település Ukrajnában, Kárpátalján, a Técsői járásban.

## Fekvése
Técsőtől északkeletre, a Taracz bal partján, Alsókálinfalva és Kökényes közt fekvő település.

## Története
Gánya nevét 1402-ben említette először oklevél Ganyafalva néven. 1418-ban Ganya, 1465-ben Nagy Gania, 1492-ben Gornyfalwa, 1495-ben Ganych, 1546-ban Ganyczfalva, 1610-ben Gánia néven írták.
1402-ben Szász fiai kapták meg az ekkor még csupán néhány évtizede települt falut. A 15. században az Urmezei és az Irholci Tatul családok voltak birtokosai, később pedig a Dolhaiak és azok leányági örökösei a Kornis család tagjai lettek. 1550-ben Dolhai Imre, 1600-ban Bernáth László, Farkas György és Rosályi Kun Péter özvegyének és Vér Mihály birtoka volt.
1910-ben 2470 lakosából 77 magyar, 626 német, 1767 ruszin volt. Ebből 1835 görögkatolikus, 627 izraelita volt. A trianoni békeszerződés előtt Máramaros vármegye Taracvizi járásához tartozott.